# بقاعی القبابیه
بقاعی القبابیه (به عربی: بقاعی القبابیة) یک منطقهٔ مسکونی در اردن است که در استان مادبا واقع شده‌است.